# Jane Wyman
Jane Wyman, nata Sarah Jane Mayfield (Saint Joseph, 5 gennaio 1917 – Palm Springs, 10 settembre 2007), è stata un'attrice, cantante, ballerina e produttrice televisiva statunitense.
La carriera cinematografica di Wyman, durata oltre sessant'anni, iniziò negli studi della Paramount all'età di 17 anni, cantando nel coro di LeRoy Prinz per la colonna sonora del film Cleopatra (1934). Nel 1945 fu scelta da Billy Wilder per interpretare il ruolo di Helen St. James in Giorni perduti, che sancì il debutto della Wyman a Hollywood in qualità di attrice protagonista, al termine di un intero decennio da lei passato come starlet della Warner Bros., in cui apparve per lo più in film di serie B o commedie leggere come Brother Rat (1938), The Kid from Kokomo (1939) e Sua Altezza è innamorata (1943). La straordinaria prova recitativa offerta nell'occasione le garantì il definitivo riconoscimento universale del suo talento, e l'entrata nel cast al fianco di Gregory Peck de Il cucciolo (1946), con cui ottenne una candidatura all'Oscar come miglior attrice, premio che si aggiudicò – insieme al Golden Globe – grazie al successivo Johnny Belinda (1948) nei panni di Belinda MacDonald, una giovane sordomuta vittima di stupro, ruolo che la immortalò nella storia del cinema.
Nel 1950 fu diretta da Alfred Hitchcock nel thriller Paura in palcoscenico, cui fecero seguito due nominations all'Academy per i drammi Più forte dell'amore (1951) e Magnifica ossessione (1954) senza tuttavia vincere la statuetta. Nel 1955 fondò la sua società di produzione Lewman Productions Ltd. (in comproprietà con MCA Inc.), sotto la quale realizzò in veste di conduttrice e guest star la serie antologica Royal Playhouse, trasmessa sulla NBC negli Stati Uniti e nominata al Primetime Emmy Awards, cominciando ad alternare regolarmente cinema e televisione a periodi di ritiro virtuale tra il 1963-68 e il 1974-78, compiendo il suo ritorno alla ribalta negli anni ottanta nella soap opera Falcon Crest (1981-1990) nella parte della malvagia e dispotica Angela Channing. Fu proprio in virtù di quest'ultima performance che, nel 1984, vinse il suo quarto e ultimo Golden Globe.
Le sono state dedicate due stelle sulla Hollywood Walk of Fame: la prima, nella categoria Cinema, al 6607 dell'Hollywood Boulevard; la seconda, nella categoria Televisione, al 1620 di Vine Street.
Dal 1940 al 1948 è stata la prima moglie dell'attore Ronald Reagan, capo della Screen Actors Guild e futuro 40º Presidente degli Stati Uniti.

## Biografia

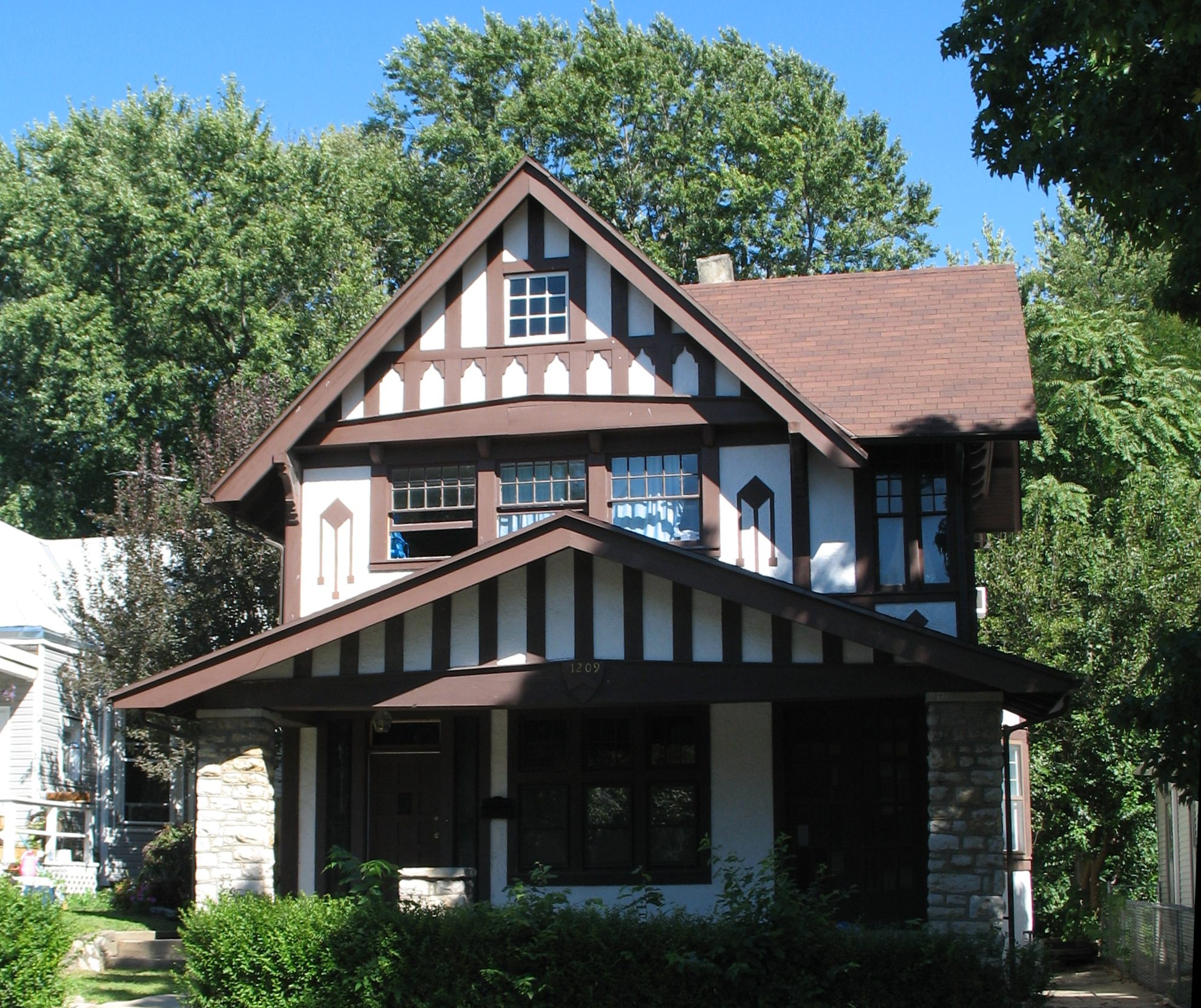
La casa dove nacque Jane Wyman, situata al 1209 North 26th Street di Saint Joseph, in una foto del 2007.

Sarah Jane Mayfield è nata il 5 gennaio 1917 al 1209 North 26th Street di Saint Joseph, nel Missouri (USA), figlia di Gladys Hope (1891-1960), stenografa e assistente di un ufficio medico, e Manning Jeffries Mayfield (1895-1922), che prestava servizio come operaio in una fabbrica produttrice di alimenti, sposatisi il 27 maggio 1916 a Kansas City. Stando al censimento effettuato nel 1920, risulterebbe tuttavia che la futura attrice abbia trascorso per motivi ignoti i suoi primi anni di vita a Filadelfia, Pennsylvania.
Nel 1921, all'età di quattro anni, la piccola Jane dovette affrontare il divorzio dei suoi genitori, cui fece seguito l'improvvisa morte del padre tre mesi più tardi, a soli 26 anni. Dopo questa tragedia, dalla quale Jane ne uscì profondamente turbata, si stabilì insieme alla madre a Cleveland, nello Stato dell'Ohio, dove venne affidata alle cure di una famiglia adottiva, composta da Emma Reiss e Richard D. Fulks.

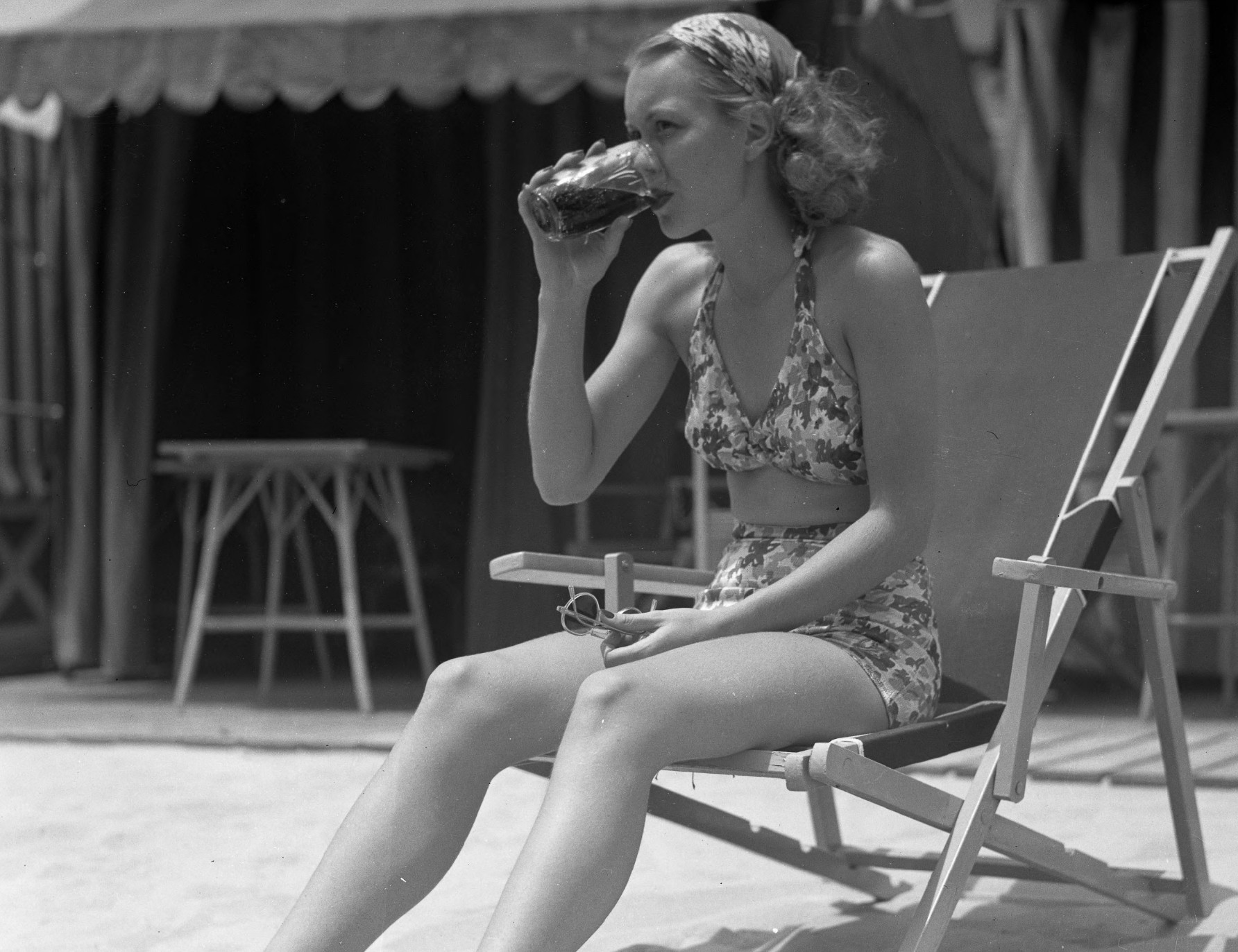
Jane Wyman a Los Angeles nell'agosto del 1935, all'età di 18 anni.

Nel 1928, all'età di undici anni, si trasferì nel sud della California con la madre adottiva, salvo poi fare ritorno nel Missouri dove Sara Jane frequentò la Lafayette High School di Saint Joseph, iniziando parallelamente a lavorare come cantante radiofonica sotto lo pseudonimo di "Jane Durrell" e aggiungendo tre anni alla sua data di nascita poiché, in quanto all'epoca minorenne, non avrebbe potuto lavorare.
Nel 1938, sul set di Brother Rat di William Keighley, la Wyman conobbe il collega Ronald Reagan, futuro presidente degli Stati Uniti per il partito Repubblicano dal 1981 al 1989. La coppia fu sposata dal 1940 al 1949 ed ebbe tre figli. Successivamente Jane Wyman si risposò per due volte con il direttore d'orchestra e compositore Fred Karger. Convertitasi al cattolicesimo nel 1953, dopo il divorzio da Karger non si risposò più.

### Citazioni
Nel film Ritorno al futuro (1985) di Robert Zemeckis, ambientato nel 1955, il personaggio di Doc la nomina ironicamente come la possibile first Lady nell'improbabilità di una presidenza di Ronald Reagan, all'epoca attore ed ex marito della Wyman, ma nel doppiaggio italiano il suo nome venne sostituito con quello del sex symbol Marilyn Monroe, facendo perdere il senso della battuta.

## Filmografia

### Cinema
- Il re dell'arena (The Kid from Spain), regia di Leo McCarey (1932)
- Elmer, the Great, regia di Mervyn LeRoy (1933)
- La danza delle luci (Gold Diggers of 1933), regia di Mervyn LeRoy (1933)
- All the King's Horses, regia di Frank Tuttle (1934)
- College Rhythm, regia di Norman Taurog (1934)
- Rumba, regia di Norman Gering (1935)
- George White's 1935 Scandals, regia di George White (1935)
- Stolen Harmony, regia di Alfred L. Werker (1935)
- King of Burlesque, regia di Sidney Lanfield (1936)
- Freshman Love, regia di William C. McGann (1936)
- Anything Goes, regia di Lewis Milestone (1936)
- La tigre del Bengala (Bengal Tiger), regia di Louis King (1936)
- L'impareggiabile Godfrey (My Man Godfrey), regia di Gregory La Cava (1936)
- Stage Struck, regia di Busby Berkeley (1936)
- Caino e Adele (Cain and Mabel), regia di Lloyd Bacon (1936)
- Here Comes Carter, regia di William Clemens (1936)
- The Sunday Round-Up, regia di William Clemens (1936)
- Polo Joe, regia di William C. McGann (1936)
- Amore in otto lezioni (Gold Diggers of 1937), regia di Lloyd Bacon (1936)
- Smart Blonde, regia di Frank McDonald (1937)
- Ready, Willing and Able, regia di Ray Enright (1937)
- Il re e la ballerina (The King and the Chorus Girl), regia di Mervyn LeRoy (1937)
- Alta tensione (Slim), regia di Ray Enright (1937)
- Little Pioneer, regia di Bobby Connolly (1937)
- The Singing Marine, regia di Ray Enright (1937)
- Public Wedding, regia di Nick Grinde (1937)
- Mr. Dodd Takes the Air, regia di Alfred E. Green (1937)
- Over the Goal, regia di Noel M. Smith (1937)
- The Spy Ring, regia di Joseph H. Lewis (1938)
- He Couldn't Say No, regia di Lewis Seiler (1938)
- Il piacere dello scandalo (Fools for Scandal), regia di Mervyn LeRoy e Bobby Connolly (1938)
- Wide Open Faces, regia di Kurt Neumann (1938)
- The Crowd Roars, regia di Richard Thorpe (1938)
- Brother Rat, regia di William Keighley (1938)
- Tail Spin, regia di Roy Del Ruth (1939)
- The Kid from Kokomo, regia di Lewis Seiler (1939)
- Torchy Blaine..Playing with Dynamite, regia di Noel M. Smith (1939)
- Kid Nightingale, regia di George Amy (1939)
- Private Detective, regia di Noel M. Smith (1939)
- Brother Rat and a Baby, regia di Ray Enright (1940)
- An Angel from Texas, regia di Ray Enright (1940)
- Flight Angels, regia di Lewis Seiler (1940)
- Gambling on the High Seas, regia di George Amy (1940)
- My Love Came Back, regia di Curtis Bernhardt (1940)
- Tugboat Annie Sails Again, regia di Lewis Seiler (1940)
- Honeymoon for Three, regia di Lloyd Bacon (1941)
- I tre moschettieri del Missouri (Bad Men of Missouri), regia di Ray Enright (1941)
- The Body Disappears, regia di D. Ross Lederman (1941)
- Benvenuti al reggimento! (You're in the Army Now), regia di Lewis Seiler (1941)
- I tre furfanti (Larceny, Inc.), regia di Lloyd Bacon (1942)
- My Favorite Spy, regia di Tay Garnett (1942)
- Baci, carezze e pugni (Footlight Serenade), regia di Gregory Ratoff (1942)
- Sua Altezza è innamorata (Princess O'Rourke), regia di Norman Krasna (1943)
- Make Your Own Bed, regia di Peter Godfrey (1944)
- Ragazze indiavolate (The Doughgirls), regia di James V. Kern (1944)
- Crime by Night, regia di William Clemens (1944)
- Ho baciato una stella (Hollywood Canteen), regia di Delmer Daves (1944)
- Giorni perduti (The Lost Weekend), regia di Billy Wilder (1945)
- ...e un'altra notte ancora (One More Tomorrow), regia di Peter Godfrey (1946)
- Notte e dì (Night and Day), regia di Michael Curtiz (1946)
- Il cucciolo (The Yearling), regia di Clarence Brown (1946)
- Notte di bivacco (Cheyenne), regia di Raoul Walsh (1947)
- La città magica (Magic Town), regia di William A. Wellman (1947)
- Johnny Belinda, regia di Jean Negulesco (1948)
- A Kiss in the Dark, regia di Delmer Daves (1949)
- The Lady Takes a Sailor, regia di Michael Curtiz (1949)
- Paura in palcoscenico (Stage Fright), regia di Alfred Hitchcock (1950)
- Lo zoo di vetro (The Glass Menagerie), regia di Irving Rapper (1950)
- Le vie del cielo (Three Guys Named Mike), regia di Charles Walters (1951)
- È arrivato lo sposo (Here Comes the Groom), regia di Frank Capra (1951)
- Più forte dell'amore (The Blue Veil), regia di Curtis Bernhardt (1951)
- The Story of Will Rogers, regia di Michael Curtiz (1952)
- Il sogno dei miei vent'anni (Just for You), regia di Elliott Nugent (1952)
- Three Lives, regia di Edward Dmytryk (1953)
- Ancora e sempre (Let's Do It Again), regia di Alexander Hall (1953)
- Solo per te ho vissuto (So Big), regia di Robert Wise (1953)
- Magnifica ossessione (Magnificent Obsession), regia di Douglas Sirk (1954)
- Secondo amore (All That Heaven Allows), regia di Douglas Sirk (1955)
- Lucy Gallant, regia di Robert Parrish (1955)
- Incontro sotto la pioggia (Miracle in the Rain), regia di Rudolph Maté (1956)
- Vacanze per amanti (Holiday for Lovers), regia di Henry Levin (1959)
- Il segreto di Pollyanna (Pollyanna), regia di David Swift (1960)
- Okay Parigi! (Bon Voyage!), regia di James Neilson (1962)
- How to Commit Marriage, regia di Norman Panama (1969)

### Televisione
- General Electric Theater – serie TV, episodio 3x14 (1955)
- Jane Wyman Presents – serie TV, 49 episodi (1955-1958)
- Scacco matto (Checkmate) – serie TV, episodio 1x04 (1960)
- The Investigators – serie TV, episodio 1x09 (1961)
- Io e i miei tre figli (My Three Sons) – serie TV, episodio 10x17 (1970)
- Falcon Crest – serie TV, 228 episodi (1981-1990)
- La signora del West (Dr. Quinn, Medicine Woman) – serie TV, episodio 1x04 (1993)

## Riconoscimenti
- Premio Oscar
  - 1947 – Candidatura alla miglior attrice per Il cucciolo
  - 1949 – Miglior attrice per Johnny Belinda
  - 1952 – Candidatura alla miglior attrice per Più forte dell'amore
  - 1955 – Candidatura alla miglior attrice per Magnifica ossessione
- Golden Globe
  - 1949 – Miglior attrice in un film drammatico per Johnny Belinda
  - 1952 – Miglior attrice in un film drammatico per Più forte dell'amore

## Doppiatrici italiane
Nelle versioni in italiano delle opere in cui ha recitato, Jane Wyman è stata doppiata da:
- Lydia Simoneschi in Giorni perduti, Paura in palcoscenico, È arrivato lo sposo, Ancora e sempre, Magnifica ossessione, Secondo amore, Lucy Gallant, Il segreto di Pollyanna
- Dhia Cristiani in I tre moschettieri del Missouri, Ho baciato una stella, Notte e dì, Il cucciolo, L'amore non può attendere, Lo zoo di vetro, Il sogno dei miei vent'anni, Solo per te ho vissuto
- Rosetta Calavetta in La città magica, Okay Parigi!
- Giovanna Scotto in Più forte dell'amore
- Renata Marini in Incontro sotto la pioggia
- Rina Morelli in Vacanze per amanti
- Benita Martini in Il cucciolo (ridoppiaggio 1975)[13]
- Fiorella Betti in Paura in palcoscenico (ridoppiaggio 1975)
- Clelia Bernacchi in Charlie's Angels
- Marzia Ubaldi in Falcon Crest